# Pajdokracja
Pajdokracja, pedokracja, infantokracja – dosłownie: władza dzieci, z gr. país („dziecko”) oraz kratós („siła, władza”).
Powyższe terminy mają pozytywne i negatywne znaczenia:
1. W polityce: forma rządów, w której władzę sprawują osoby nieletnie, niedojrzałe, niedoświadczone, w oryginalnym znaczeniu – dzieci[2], szczególnie w myśli Janusza Korczaka[3][4] czy metafizyce[5] i zarządzaniu[6].
2. W mediach: nadmierne skupianie się na młodej kohorcie, co wpływa na infantylizację programów telewizyjnych[7][8] i sztuk teatralnych[9].
3. W pedagogice: przecenianie potrzeb wychowanków, wynikające z dążenia do rozwoju ich indywidualności z uszczerbkiem dla wychowania społecznego, z jednoczesnym zmniejszeniem stawianych im wymagań[2][10][11].

Jednym z rozpoznawalnych wizerunków z tego okresu był plakat Aleksieja Komarowa „Sejm dzieci” z 1923 roku, na którym z mównicy rozmawiają ledwie roczne dzieci, trzymając transparenty z żądaniem zdrowych rodziców i czystych pieluch.

Komentując paradoksalny temat tego plakatu (słowa i wypowiedzi polityczne w ustach dzieci wciąż niezdolnych do mówienia), Sara Weld [zauważa] metaforę dzieci jako marionetek w tym politycznym dramacie. Podkreśla w ten sposób efekt odwrotny: dorośli nie tylko nie oddali głosu dzieciom, ale poradzili sobie gorzej – zawłaszczyli ich głos. (z „Duch pedokracji w radzieckim teatrze”, Maslinsky K)
Jedynym znanym przykładem pajdokracji w praktyce było Miasteczko Dziecięce Podgrodzie. W 1953 roku było ono opisywane jako "pierwsze i jedyne w Polsce miasteczko", w którym "poza niezbędną grupką opiekunów, lekarzy, pedagogów, mieszkają wyłącznie dzieci, które same się obsługują, same się rządzą i same o sobie stanowią". Obecność pajdokracji została stwierdzona przez komisję Centralnego Związku Spółdzielczości Pracy w 1954 roku, co doprowadziło do zmian organizacyjnych w ośrodku kolonijnym.